# Bahnstrecke Trzebinia–Skawce
| Streckennummer: | 103                  |                                       |                                       |
| Kursbuchstrecke: | 138                  |                                       |                                       |
| Streckenlänge: | 54,382 km            |                                       |                                       |
| Spurweite: | 1435 mm (Normalspur) |                                       |                                       |
| Streckengeschwindigkeit: | 40 km/h              |                                       |                                       |
| |                      |                                       |                                       |
| \| \| \| von Trzebinia Siersza \| \| \| \| \| von Dąbrowa Górnicza Ząbkowice \| \| \| \| \| von Zebrzydowice \| \| \| \| 0,630 \| Trzebinia \| Trzebinia \| \| \| \| nach Kraków Główny \| \| \| \| \| Autostrada 4 \| \| \| \| 3,118 \| Piła Kościelecka \| Piła Kościelecka \| \| \| \| von Jaworzno Szczakowa \| \| \| \| 4,756 \| Bolęcin \| Bolęcin \| \| \| 9,568 \| Regulice Górne \| Regulice Górne \| \| \| 12,072 \| Regulice \| Regulice \| \| \| 14,264 \| Alwernia \| Alwernia \| \| \| \| boczn. Zakł. Chem. „Alwernia“ \| \| \| \| 18,023 \| Okleśna \| Okleśna \| \| \| \| Wisła \| \| \| \| 19,405 \| Miejsce \| Miejsce \| \| \| \| von Kraków Płaszów \| \| \| \| 23,521 \| Spytkowice \| Spytkowice \| \| \| \| nach Oświęcim \| \| \| \| 26,234 \| Trzebieńczyce \| Trzebieńczyce \| \| \| 28,414 \| Grodzisko \| Grodzisko \| \| \| 31,397 \| Woźniki \| Woźniki \| \| \| \| Skawa \| \| \| \| 33,408 \| Radocza \| Radocza \| \| \| \| von Bielsko-Biała Główna \| \| \| \| 37,409 \| Wadowice \| Wadowice \| \| \| \| nach Kalwaria Zebrzydowska Lanckorona \| \| \| \| 42,739 \| Czartak \| Czartak \| \| \| 46,457 \| Mucharz \| Mucharz \| \| \| 49,987 \| Zagórze przy Skawcach \| Zagórze przy Skawcach \| \| \| \| von Skawina \| \| \| \| 54,382 \| Skawce \| Skawce \| \| \| \| nach Żywiec \| \| |                      |                                       |                                       |
| Strecke |                      | von Trzebinia Siersza                 | von Trzebinia Siersza                 |
| Abzweig geradeaus und von links |                      | von Dąbrowa Górnicza Ząbkowice        | von Dąbrowa Górnicza Ząbkowice        |
| Abzweig geradeaus und von rechts |                      | von Zebrzydowice                      | von Zebrzydowice                      |
| Bahnhof | 0,630                | Trzebinia                             | Trzebinia                             |
| Abzweig ehemals geradeaus und nach links |                      | nach Kraków Główny                    | nach Kraków Główny                    |
| Strecke mit Straßenbrücke (Strecke außer Betrieb) |                      | Autostrada 4                          | Autostrada 4                          |
| Haltepunkt / Haltestelle (Strecke außer Betrieb) | 3,118                | Piła Kościelecka                      | Piła Kościelecka                      |
| Abzweig geradeaus und von rechts (Strecke außer Betrieb) |                      | von Jaworzno Szczakowa                | von Jaworzno Szczakowa                |
| Bahnhof (Strecke außer Betrieb) | 4,756                | Bolęcin                               | Bolęcin                               |
| Haltepunkt / Haltestelle (Strecke außer Betrieb) | 9,568                | Regulice Górne                        | Regulice Górne                        |
| Bahnhof (Strecke außer Betrieb) | 12,072               | Regulice                              | Regulice                              |
| Haltepunkt / Haltestelle (Strecke außer Betrieb) | 14,264               | Alwernia                              | Alwernia                              |
| Abzweig ehemals geradeaus und von links |                      | boczn. Zakł. Chem. „Alwernia“         | boczn. Zakł. Chem. „Alwernia“         |
| ehemaliger Bahnhof | 18,023               | Okleśna                               | Okleśna                               |
| Brücke über Wasserlauf |                      | Wisła                                 | Wisła                                 |
| ehemaliger Haltepunkt / Haltestelle | 19,405               | Miejsce                               | Miejsce                               |
| Abzweig geradeaus und von links |                      | von Kraków Płaszów                    | von Kraków Płaszów                    |
| Bahnhof | 23,521               | Spytkowice                            | Spytkowice                            |
| Abzweig ehemals geradeaus und nach rechts |                      | nach Oświęcim                         | nach Oświęcim                         |
| Haltepunkt / Haltestelle (Strecke außer Betrieb) | 26,234               | Trzebieńczyce                         | Trzebieńczyce                         |
| Haltepunkt / Haltestelle (Strecke außer Betrieb) | 28,414               | Grodzisko                             | Grodzisko                             |
| Haltepunkt / Haltestelle (Strecke außer Betrieb) | 31,397               | Woźniki                               | Woźniki                               |
| Brücke über Wasserlauf (Strecke außer Betrieb) |                      | Skawa                                 | Skawa                                 |
| Haltepunkt / Haltestelle (Strecke außer Betrieb) | 33,408               | Radocza                               | Radocza                               |
| Abzweig ehemals geradeaus und von rechts |                      | von Bielsko-Biała Główna              | von Bielsko-Biała Główna              |
| Bahnhof | 37,409               | Wadowice                              | Wadowice                              |
| Abzweig ehemals geradeaus und nach links |                      | nach Kalwaria Zebrzydowska Lanckorona | nach Kalwaria Zebrzydowska Lanckorona |
| Haltepunkt / Haltestelle (Strecke außer Betrieb) | 42,739               | Czartak                               | Czartak                               |
| Haltepunkt / Haltestelle (Strecke außer Betrieb) | 46,457               | Mucharz                               | Mucharz                               |
| Haltepunkt / Haltestelle (Strecke außer Betrieb) | 49,987               | Zagórze przy Skawcach                 | Zagórze przy Skawcach                 |
| Abzweig geradeaus und von links (Strecke außer Betrieb) |                      | von Skawina                           | von Skawina                           |
| Bahnhof (Strecke außer Betrieb) | 54,382               | Skawce                                | Skawce                                |
| Strecke (außer Betrieb) |                      | nach Żywiec                           | nach Żywiec                           |

Die Bahnstrecke Trzebinia–Skawce war eine Nebenbahn in Polen, die ursprünglich als staatlich garantierte Lokalbahn Trzebinia–Skawce (polnisch: Kolej lokalna Trzebinia–Skawce) erbaut und betrieben wurde. Sie zweigte in Trzebinia von der Bahnstrecke Dąbrowa Górnicza Ząbkowice–Kraków ab und führte im Tal der Skawa über Spytkowice und Wadowice nach Skawce, wo sie in die Bahnstrecke Skawina–Żywiec einmündete. 
Der Abschnitt Wadowice–Skawce wurde 1988 infolge des Baues der Talsperre Świnna Poręba stillgelegt und abgebaut, der Personenverkehr zwischen Trzebinia und Wadowice wurde im Jahr 2002 eingestellt. In Betrieb ist heute nur noch ein kurzer Abschnitt bei Spytkowice zur Bedienung eines Industrieanschlusses.

## Geschichte
Die Konzession „zum Baue und Betriebe einer als normalspurige Lokalbahn auszuführenden Locomotiveisenbahn von Trzebinia über Spytkowice und Wadowice nach Skawce“ erhielt Julius Siegler von Eberswald am 20. März 1897. Teil der Konzession war die Verpflichtung, den Bau der Strecke sofort zu beginnen und binnen zwei Jahren fertigzustellen.

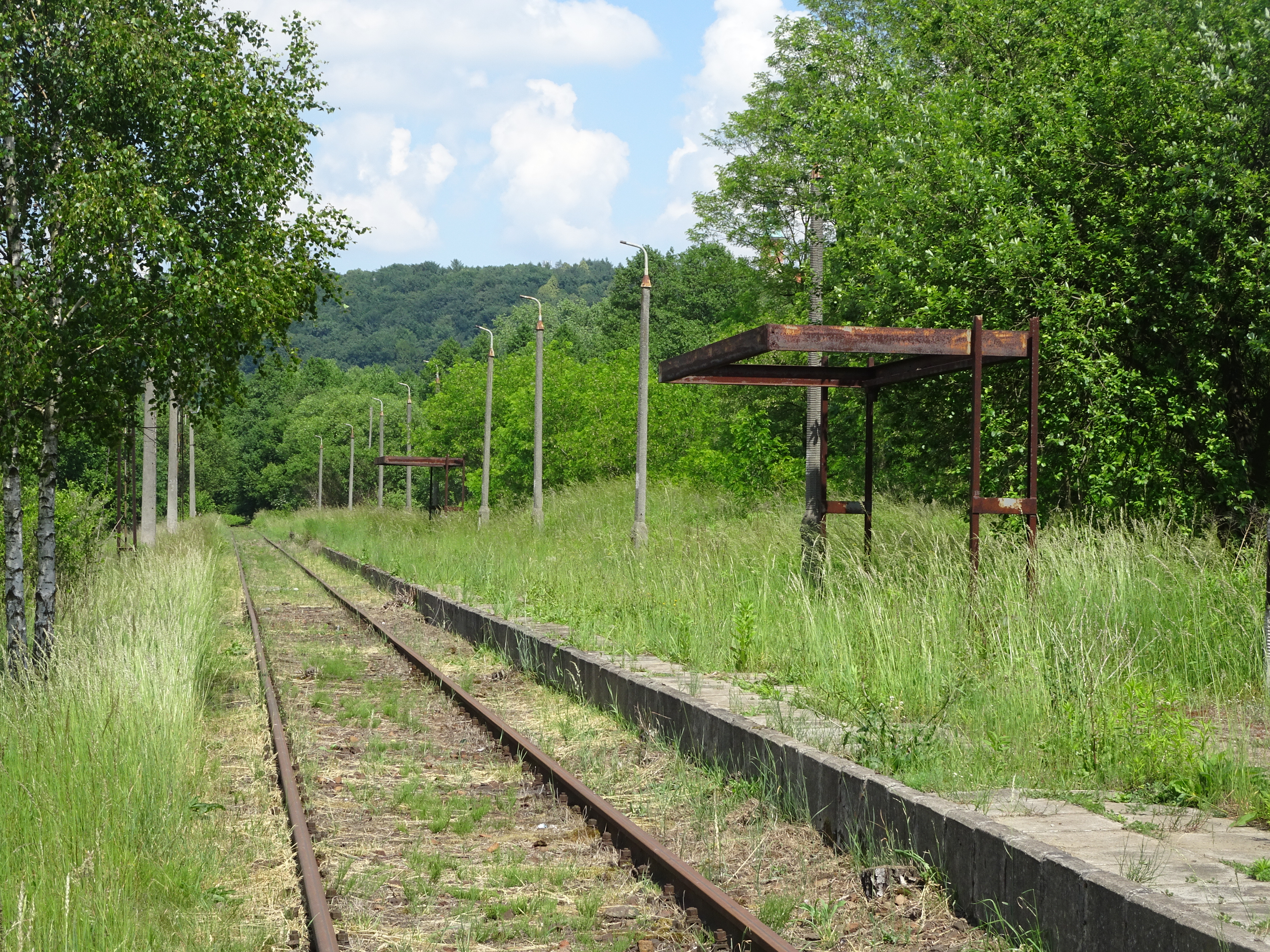
Haltepunkt Alwernia (2018)

Am 15. August 1899 wurde die Strecke eröffnet. Den Betrieb führten die k.k. Staatsbahnen (kkStB) für Rechnung der Eigentümer.
Nach dem Zerfall Österreich-Ungarns infolge des Ersten Weltkrieges lag die Strecke auf dem Staatsgebiet der Zweiten polnischen Republik. Betreiber der Strecke waren ab 1926 die neugegründeten Polnischen Staatsbahnen (PKP).
Nach der Besetzung Polens im Zweiten Weltkrieg wurde ein Gebietsstreifen im Westen Galiziens und damit auch das Bahngebiet formal in das Deutsche Reich eingegliedert. Betreiber der Strecke war fortan die Deutsche Reichsbahn, Reichsbahndirektion Oppeln. Der Sommerfahrplan 1941 verzeichnete sechs Personenzugpaare von Trzebinia nach Wadowitz, die zum Teil von Siersza Wodna bis Sucha durchgebunden waren. Zwischen Wadowitz und Skawce gab es fünf Zugpaare in der Relation Bielitz–Sucha. Nach dem Zweiten Weltkrieg kam die Strecke 1945 wieder zu den PKP.
Zwischen 1982 und 1991 wurde die Strecke zwischen Trzebinia und Wadowice mit 3 kV Gleichspannung elektrifiziert. Folgende Tabelle zeigt die Eröffnungsdaten:
| Eröffnung         | Strecke             |
| ----------------- | ------------------- |
| 30. Mai 1982      | Trzebinia–Bolęcin   |
| 22. Dezember 1988 | Spytkowice–Wadowice |
| 25. Oktober 1991  | Bolęcin–Spytkowice  |

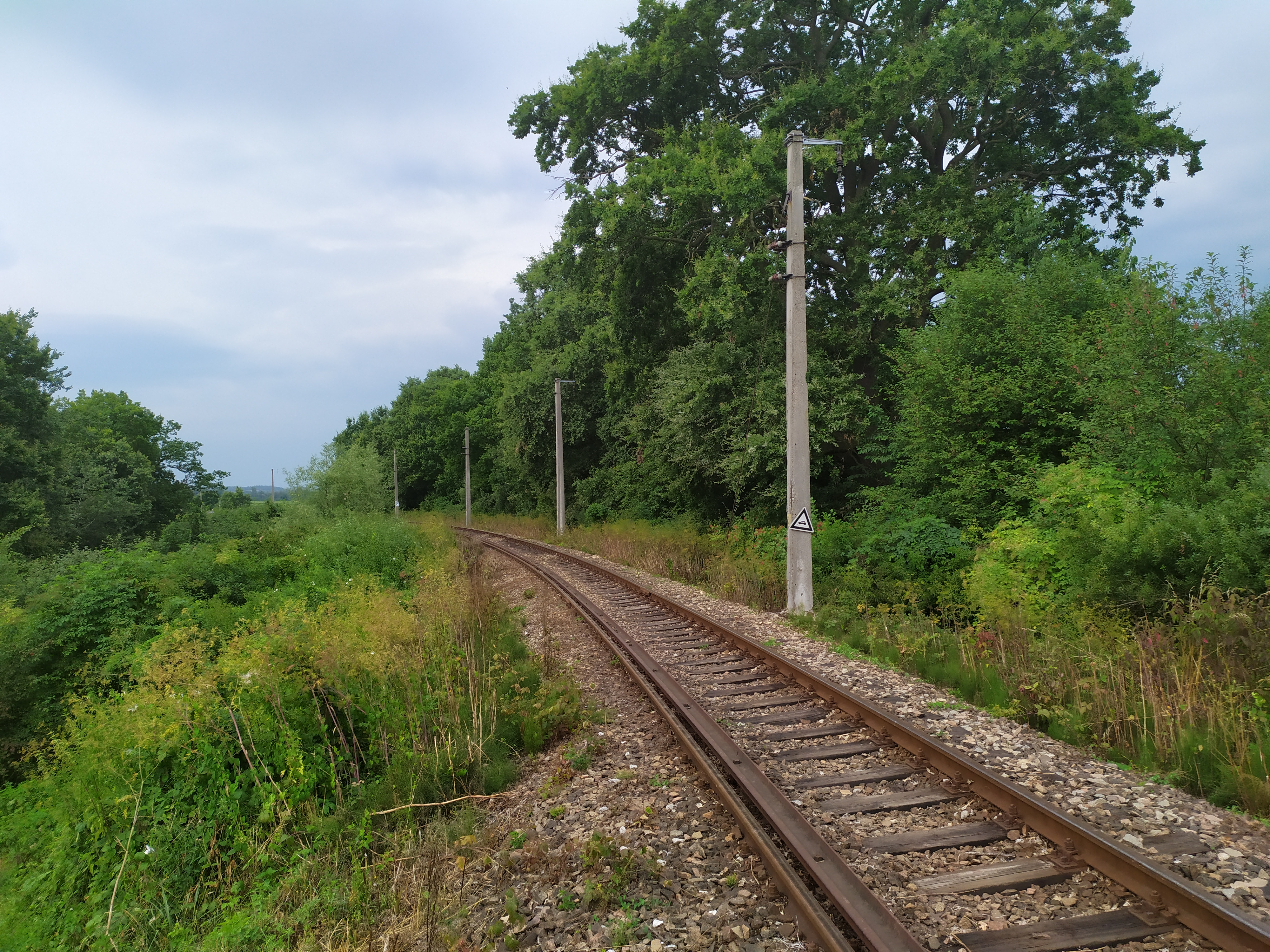
Betriebene Strecke bei Miejsce. Die elektrische Fahrleitung ist abgebaut. (2019)

Der Bau der Talsperre bei Świnna Poręba führte am 13. August 1988 zur Einstellung des Gesamtverkehrs zwischen Wadowice und Skawce. Bis zum 15. April 1992 wurde noch der Abschnitt Mucharz–Skawce im Güterverkehr bedient, dann wurde die Strecke dort komplett abgebaut. Seit 2014 existiert auch der Bahnhof Skawce nicht mehr, die Bahnstrecke Skawina–Żywiec wurde in diesem Bereich neu trassiert.
Am 7. Oktober 2002 wurde der planmäßige Reiseverkehr zwischen Trezbinia und Wadowice eingestellt. Im August 2003 wurde der elektrische Betrieb zwischen Trzebinia und Spytkowice und im März 2009 zwischen Spytkowice und Wadowice aufgegeben. Die elektrische Oberleitung wurde abgebaut.
Heute ist die Strecke zwischen Trzebinia und Okleśna sowie Spytkowice und Wadiwice betrieblich gesperrt. Schrottdiebe haben abschnittsweise Schienen gestohlen. Zwischen Okleśna und Spytkowice verkehren mehrmals wöchentlich Güterzüge zur Bedienung der Chemiefabrik in Alwernia. Zwischen Regulice Gorne und Alwernia wird die vorhandene Strecke touristisch als Draisinenbahn nachgenutzt. Auf der abgebauten Strecke südlich von Wadowice verläuft auf der Trasse ein Radweg.

## Fahrzeugeinsatz
Für Rechnung der Eigentümer beschafften die kkStB vier Lokomotiven der Reihe 59 sowie zwei der Reihe 178. Sie trugen die Nummern 59.121–59.124 und 174.19–174.20.
Nach der Elektrifizierung wurden die Personenzüge mit den elektrischen Triebzügen der PKP-Baureihen EN57, EN71 und ED72 geführt.